# Bartovo děvče
Bartovo děvče (v anglickém originále Bart's Girlfriend) je 7. díl 6. řady (celkem 110.) amerického animovaného seriálu Simpsonovi. Scénář napsal Jonathan Collier a díl režírovala Susie Dietterová. V USA měl premiéru dne 6. listopadu 1994 na stanici Fox Broadcasting Company a v Česku byl poprvé vysílán 29. prosince 1996 na stanici ČT1.

## Děj
Bart se během kázání v kostele zamiluje do dcery reverenda Lovejoye, Jessicy. Když se k ní přiblíží, ignoruje ho. Další týden se Bart účastní nedělní školy, aby Jessicu přesvědčil, že je svatý, ale ona ho stále ignoruje. Frustrovaný Bart si vystřelí ze školníka Willieho a je potrestán bytím po škole. Jessica vyjádří Bartovi sympatie a pozve ho k sobě domů na večeři. 
Během večeře u Lovejoyových způsobí Bartovo hrubé chování a sprostá slova, že mu reverend Lovejoy zakáže, aby se s Jessicou ještě někdy setkal. Ta se s Bartem tajně schází a sbližuje je společná láska k rošťárnám při demolování města. Když si Bart uvědomí, že Jessica se chová ještě hůř než on, pokusí se ji na další bohoslužbě napravit. Jessica se nenechá odradit, ukradne peníze z talíře na sbírku a náhle odejde poté, co prázdný talíř vrazí Bartovi do klína. Lidé v kostele se mylně domnívají, že peníze vzal Bart, když je na prázdný talíř upozorní Helena Lovejoyová. 
Homer si myslí, že Bart je vinen, ale Marge věří, že je nevinný. Bart se zdráhá obvinit Jessicu, ale druhý den ji navštíví a poté, co se odmítne přiznat, přizná, že ji nemá rád. Když se Líza dozví pravdu, je rozhodnuta nedopustit, aby byl její bratr obviňován z něčeho, co neudělal, a řekne lidem v kostele, že viníkem je Jessica. Měšťané prohledají její pokoj a najdou peníze schované pod postelí. Jessica je potrestána tím, že musí vydrhnout kostelní schody, a Bartovi se od sboru dostane omluvy. 
Později Bart v kostele přistoupí k Jessice a řekne jí, jakou lekci si odnesl. Jessica mu odpoví, že se naučila, že může muže přimět, aby dělali, co chce. Bart souhlasí, že za ni dokončí drhnutí schodů, protože odchází se svým novým přítelem, ale přísahá, že odvede špatnou práci, aby se jí pomstil.

## Produkce
Díl napsal Jonathan Collier a režírovala jej Susie Dietterová. David Mirkin, který byl v té době showrunnerem seriálu, měl původně nápad, že Bart bude mít přítelkyni, která bude zlejší než on sám. Mirkin dal nápad Collierovi, aby ho napsal s pomocí výkonného producenta seriálu Jamese L. Brookse. Collier později řekl, že si myslel, že to byl případ Brookse, který přišel s dobrými nápady, a jeho „úslužného chichotání“. Nápad na závěr dílu spočíval v tom, aby se žádná z postav z této zkušenosti nepoučila.
Matt Groening, tvůrce Simpsonových, měl pocit, že Jessicu Lovejoyovou je těžké nakreslit v jeho vlastním stylu, ale zároveň ji udělat přitažlivou. Na Julii Kavnerovou, která v seriálu propůjčuje hlas Marge Simpsonové, zapůsobily zejména oči. Jessica byla vytvořena jako reverendova dcera, aby zpočátku působila dojmem, že je hodná, a pak aby bylo vidět, že se bouří proti spravedlnosti své rodiny. Ve scéně, kdy Bart mluví s Jessicou před jejím domem, byla ve scénáři její hra s obuškem, ale přesná choreografie nebyla. Dietterové se její zakomponování líbilo, protože Jessice poskytlo něco jiného než Barta, čemu mohla věnovat pozornost. To bylo provedeno i v závěrečné scéně, kdy Jessica drhne schody kostela a hraje si s kartáčem.
Pro namluvení hlasu Jessicy byla povolána oscarová herečka Meryl Streepová. Nancy Cartwrightová, jež v seriálu propůjčuje hlas Bartu Simpsonovi, byla velkou fanynkou Streepové a předpokládala, že Streepová bude nahrávat její repliky samostatně, ale všechny nahrávky se uskutečnily společně. Streepová se dostavila sama bez doprovodu do Village Recorder v západním Los Angeles. V té době se v seriálu objevila i její kolegyně, která se věnovala jejímu hlasu, kde s Cartwrightovou nahrávala své části. Streepová neustále dělala mnoho různých verzí svých replik. Mirkin měl pocit, že se s ní snadno pracuje, protože je všestranná a ochotná dělat spoustu různých věcí, a jak se Mirkin vyjádřil, „jednoduše zlá“. Cartwrightová v rozhovoru pro The Pantagraph uvedla, že velmi toužila po autogramu Streepové, ale bála se o něj požádat. Po natáčení Streepová poklepala Cartwrightové na rameno a řekla, že její děti jsou velkými fanoušky Simpsonových a že by měla „velký problém“, kdyby autogram od Cartwrightové nedostala.
Když Homer přemýšlí o Bartově prvním rande, začne zpívat „Sunrise, Sunset“ ze Šumaře na střeše, pak přejde na „Cat's in the Cradle“ a poté na „Yes, We Have No Bananas“. Tento vtip byl pro scenáristy velmi nákladný, protože museli zaplatit tisíce dolarů za práva na použití písní v seriálu.
Díl byl původně vysílán na stanici Fox ve Spojených státech 6. listopadu 1994 a v roce 2001 byl vybrán k vydání ve video kolekci vybraných epizod s názvem The Simpsons – Love, Springfield Style. Dalšími epizodami zařazenými do sady kolekce byly Šílená a ještě šílenější Marge, Dvě paní Nahasapímapetilonové a Mor na Amora. Epizoda byla zařazena do sady DVD 6. řady, která vyšla 16. srpna 2005 pod názvem The Simpsons – The Complete Sixth Season.

## Kulturní odkazy
Na začátku epizody rodiče honí děti v kukuřičném poli, aby je nakonec shromáždili do kostela, což paroduje podobnou scénu z filmu Planeta opic z roku 1968, kde jsou lidé shromážděni opicemi. Když Bart sedí v kostele a hraje si s hračkou, zpívá parodovanou verzi písně „Soul Man“ (zpopularizovanou skupinou Sam & Dave). Poté, co je Bart obviněn z krádeže z kostelní sbírky, je nucen nosit v kostele svěrací kazajku, což je odkaz na svěrací kazajku Hannibala Lectera ve filmu Mlčení jehňátek. Během rande Barta a Jessicy hraje píseň „Misirlou“, znělka filmu Pulp Fiction: Historky z podsvětí z roku 1994. Bart nazývá Jessicu „chytrou, krásnou a lhářkou“ a pak tvrdí, že je „mnohem lepší než ta Sarah, obyčejná a vysoká“. Scéna pak přechází do záběru na obyčejnou a vysokou dívku jménem Sarah, která zaslechne Barta a začne plakat. Rodina Lovejoyových má v jídelně na stěně pověšenou repliku obrazu Leonarda da Vinciho Poslední večeře. Nápis na vývěsním štítu springfieldského kostela zní: „Zlé ženy v dějinách: Od Jezábel po Janet Reno“.

## Přijetí

### Kritika
Warren Martyn a Adrian Wood, autoři knihy I Can't Believe It's a Bigger and Better Updated Unofficial Simpsons Guide, uvedli: „Chudák Bart je Jessicou velmi krutě šikanován v chytře vykreslené studii předpubertální lásky. Velmi se nám líbí scéna, v níž Bart vyskočí z okna kostela, načež se Homer rozpláče: ‚Míří k oknu!‘.“.
Colin Jacobson z DVD Movie Guide v recenzi DVD šesté řady uvedl: „Barta často nevidíme v sympatickém světle, takže díly, jako je tento, jsou zábavné. Připomíná mi Novou holku v ulici ze čtvrté řady, protože v ní také vystupoval zamilovaný Bart, i když se díly liší, protože zde dívka lásku opětuje. Streepová si v roli zlobivého dítěte vede pěkně a v tomto nezapomenutelném pořadu se dočkáme mnoha pěkných momentů.“.
Adam Finley z TV Squad napsal: „Homer a Marge zůstávali po většinu této epizody v pozadí, hlavní pozornost se soustředila na Barta a Lízu. Zdálo se, že dřívější epizody se více zaměřovaly na dynamiku mezi oběma sourozenci, a je vždy příjemnou změnou, když seriál zkoumá jejich vzájemnou lásku na rozdíl od neustálé rivality. Líza chce v tomto dílu Bartovi opravdu pomoci a je to vlastně docela dojemné.“.
V článku z roku 2008 časopis Entertainment Weekly označil roli Meryl Streepové jako Jessicy Lovejoyové za jednu ze šestnácti nejlepších hostujících rolí v seriálu Simpsonovi.
Nathan Ditum z Total Filmu zařadil výkon Streepové na páté místo nejlepších hostujících vystoupení v historii seriálu s komentářem, že je „dokonalou směsicí svůdnosti a ďábelskosti v roli rebelující dcery reverenda Lovejoye“.
David Mirkin řekl deníku Daily News of Los Angeles, že Bartovo děvce a Homer Veliký jsou jeho nejoblíbenější díly řady. Mirkinovi se líbila scéna, kdy Barta na hřišti udeří Nelson, protože Bartovi chvíli trvá, než se vzpamatuje, což scénu učinilo realističtější.
V roce 1995 řekla Nancy Cartwrightová deníku Chicago Tribune, že tento díl a Lízin let do nebe z druhé řady jsou její dvě nejoblíbenější epizody Simpsonových.

### Sledovanost
V původním vysílání skončil díl v týdnu od 31. října do 6. listopadu 1994 na 53. místě ve sledovanosti s ratingem 9,6. Epizoda byla v tom týdnu třetím nejsledovanějším pořadem na stanici Fox, předstihly ji pouze seriály Beverly Hills 90210 a Ženatý se závazky.